# Vivien Savage
Pour les articles homonymes, voir Savage.
Jérôme Pilet-Desjardins, dit Vivien Savage, est un chanteur, auteur, compositeur français, né le 2 janvier 1955 à Boulogne-Billancourt,.
Il est surtout connu pour son tube La P’tite Lady sorti en 1984. La chanson intègre le Top 50 à la création de celui-ci en novembre de la même année, atteignant la 20e place.

## Carrière
Vivien Savage commence sa carrière en jouant avec divers groupes de rock underground et, plus tard, en écrivant pour la chanteuse Marie Myriam. Dans les années 1980, il participe à la mouvance des « Stars F.M. ». Plusieurs fois disque d’or, il est lauréat du Word Song festival de Tokyo en 1983.
Après le succès de La P'tite Lady en 1984, il sort en 1987 un album intitulé Ben Hur, Vénus et les Pirates. Il participe au festival de Bourges et aux Francofolies de La Rochelle aux côtés de Jean-Louis Aubert et d'Alain Bashung, dont il assure la première partie. Au cinéma, il tourne, en 1988, avec Alain Delon dans Ne réveillez pas un flic qui dort. En 1992 sort son deuxième album, Le Voyage du North's Son. 
Après un retrait de la scène et une interruption de sa carrière, il participe à la fin des années 2000 à la tournée RFM Party 80, qui passe notamment par le Stade de France. En 2013, il collabore à Gavroche Thaïlande, magazine mensuel consacré à la Thaïlande, au Laos et au Cambodge, pour une série d’articles à vocation socio-culturelle. 
Rentré définitivement d’Asie en 2014, Vivien Savage s’installe en Dordogne et se consacre à la littérature. Son premier roman, L’argent est le roi !, paraît aux Éditions Anaïs Duchêne au printemps 2016. La même année, il fait un retour sur scène à l'occasion du spectacle musical Partez en live avec le Top 50, dans lequel il partage l'affiche avec Pow Wow, Caroline Loeb, Alphaville, et Partenaire Particulier.

## Discographie

### Singles
- 1984 : La P'tite Lady (Un p'tit chat sauvage) / Animal (existe aussi en version maxi 45 T)
- 1985 : C'est qu'le vent / 6h du matin (existe aussi en version maxi 45 T)
- 1986 : Vl'a les flics (duo avec Alain Souchon)
- 1986 : Bébé, j'le sens bien / Le désir dans la peau (existe aussi en version maxi 45 T)
- 1987 : Dans la ville (Juste un peu d'amour pour toi) / Chinatown
- 1987 : Tahiti Tahiti / Il joue de l'accordéon dans l'métro
- 1993 : Recall sister / Recall sister (remix) / Entre loup et chien